# Trisuloides pallidimacula
Trisuloides pallidimacula är en fjärilsart som beskrevs av W. Warren 1913. Trisuloides pallidimacula ingår i släktet Trisuloides och familjen Pantheidae. Inga underarter finns listade i Catalogue of Life.